# Too Long
A Too Long a Locomotiv GT zenekar 1983-ban megjelent albuma.

## Dalok listája
1. Music Express  (Zenevonat)   	4:21, Presser / Sztevanovity / Wingfield / Ace
2. I Want to Be There  (Dalaktika) 	4:26, Presser / Sztevanovity / Wingfield / Ace
3. Portoriko  (Portoroko 69) 		3:54, Karácsony
4. Slippin Away  (Valaki) 		4:10, Somló  / Sztevanovity / Wingfield / Ace
5. In Other Words  (A siker) 		4:14, Presser / Sztevanovity / Wingfield / Ace
6. Too Long  (Holnap) 			4:14, Somló / Wingfield / Sztevanovity / Ace
7. Surrender to the Heat  (Rágogumi megszokás), 5:08, Presser / Sztevanovity / Wingfield / Ace
8. Blood Shot Eyes  (A sineken) 	4:30, Karácsony / Sztevanovity / Wingfield / Ace
9. Soul on Fire  (Lesz-e még) 		4:30, Presser / Wingfield / Sztevanovity / Ace
10. The Last Song  (A szél lassan elfújja az utolsó dalom), 3:38, Presser / Howard / Ace

## Közreműködők
- Presser Gábor / vokál, billentyűk
- Somló Tamás / vokál, basszusgitár, szaxofon
- Karácsony János / vokál, gitár
- Solti János / dobok, ütőhangszerek